# Улмосенйоки
У́лмосенйо́ки (фин. Ulmasenjoki) — река в России, протекает по территории Лоймольского сельского поселения Суоярвского района Карелии. Длина реки — 1,8 км.
Река берёт начало из озера Суйстамонъярви на высоте 72,7 м над уровнем моря далее течёт в западном направлении.
Перед впадением в озеро Янисъярви на высоте 64,4 м над уровнем моря река расходится на два рукава, образуя дельту.
Возле впадения левого рукава дельты реки в озеро Янисъярви расположена деревня Улмалахти.
Код объекта в государственном водном реестре — 01040300212002000011009.

## Галерея

Улмосенйоки
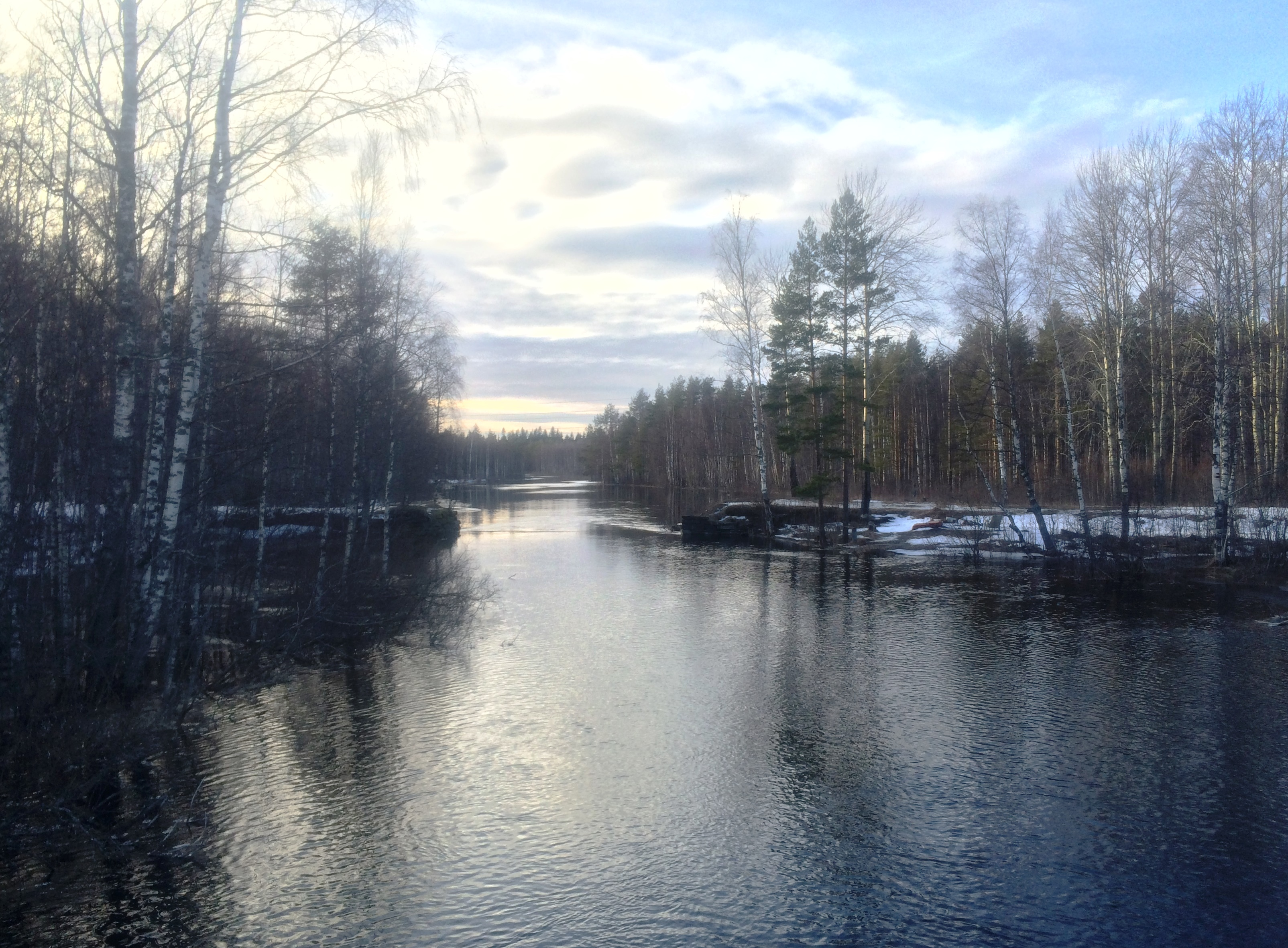
Исток. Вид с автомобильного моста.
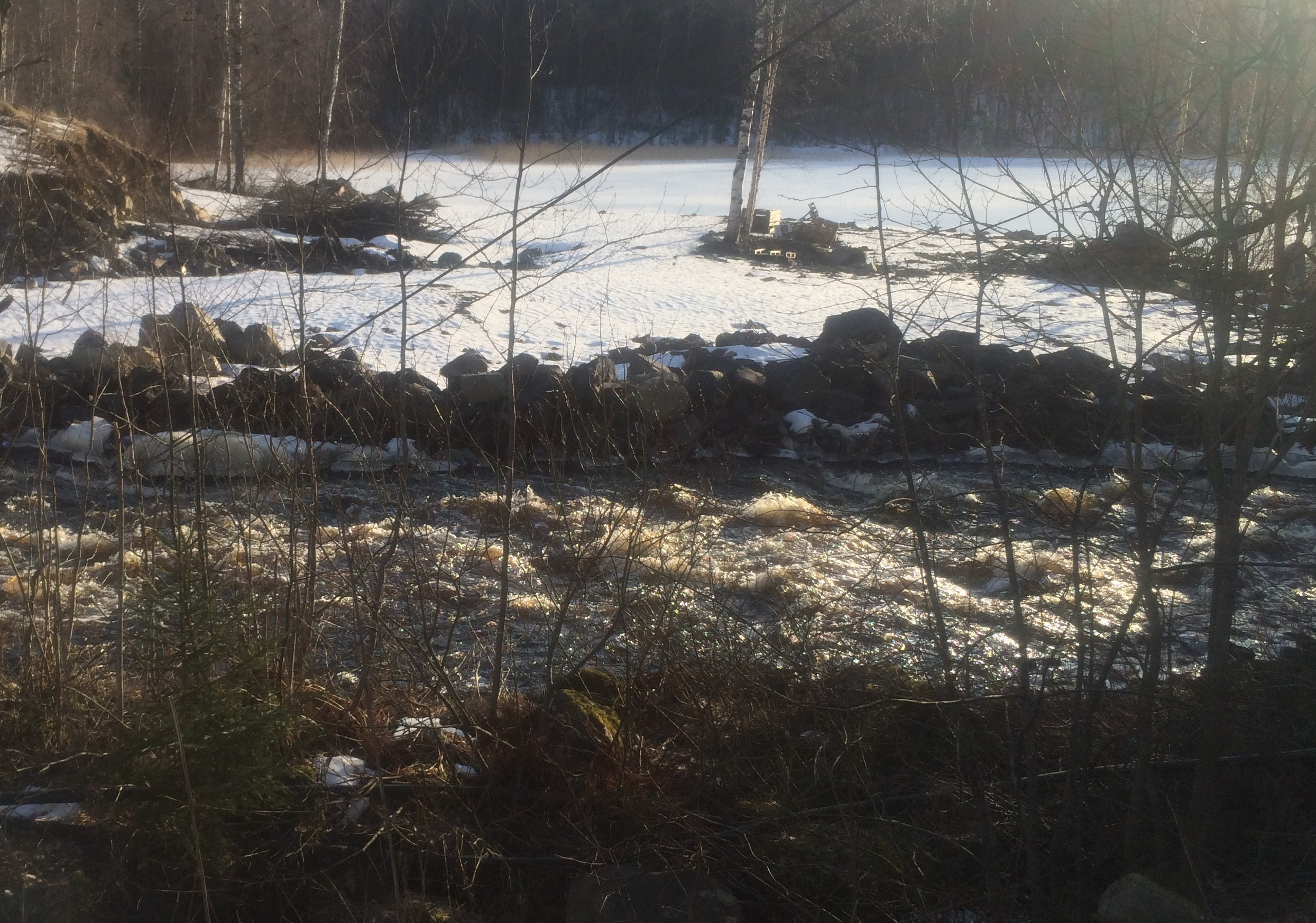
Улмосенйоки в деревне Улмалахти.
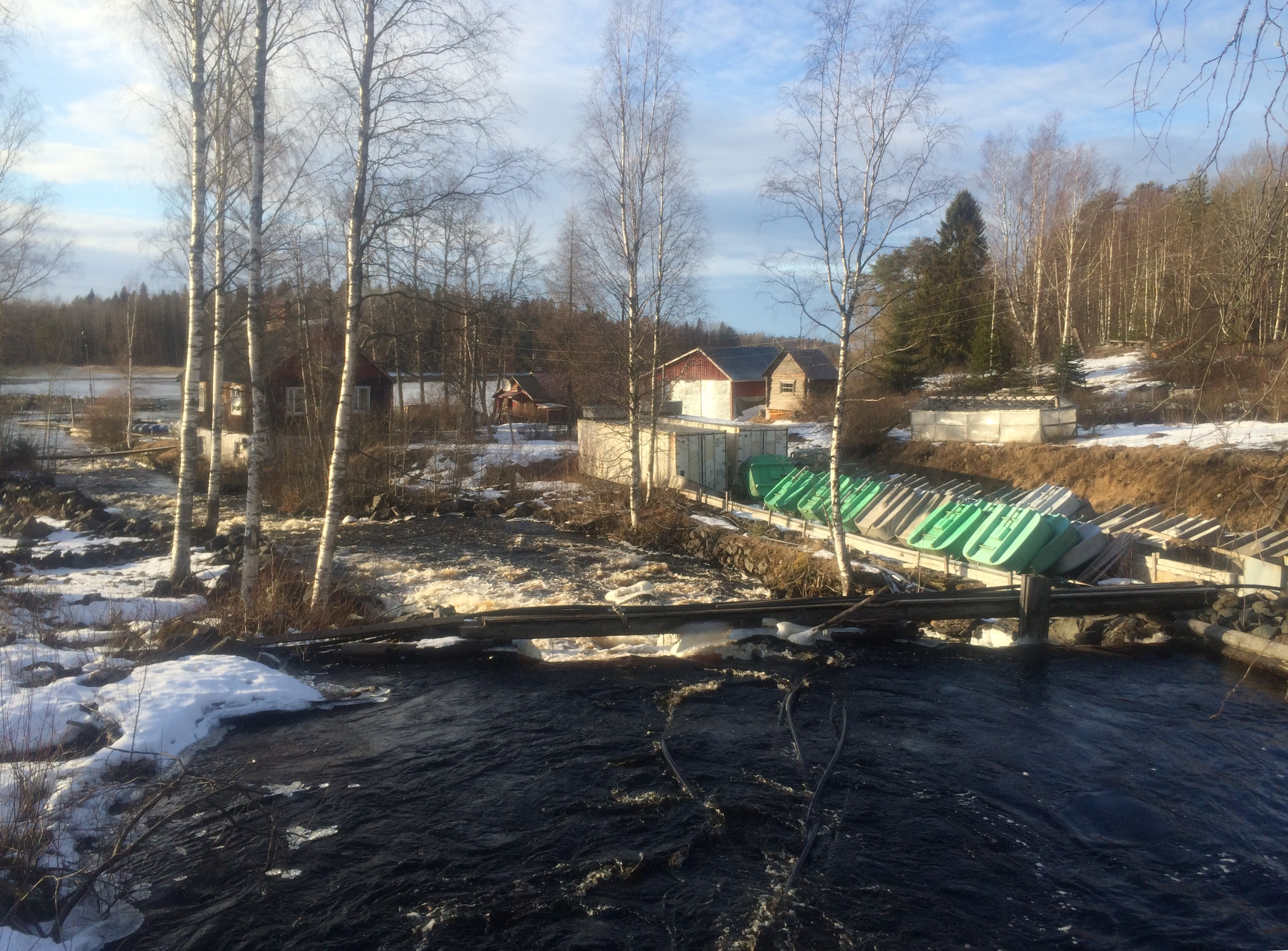
Улмосенйоки в деревне Улмалахти.